# Góry Karategińskie
Góry Karategińskie (tadż. қаторкӯҳи Раштон, katorkuhi Raszton) – pasmo górskie w Tadżykistanie, część Gór Hisarskich. Rozciąga się na długości ok. 80 km, wzdłuż lewego brzegu rzeki Kofarnihon. Najwyższy szczyt ma wysokość 3950 m n.p.m. Zbudowane głównie z granitów. Na stokach występują łąki z krzewami.